# Hersilia

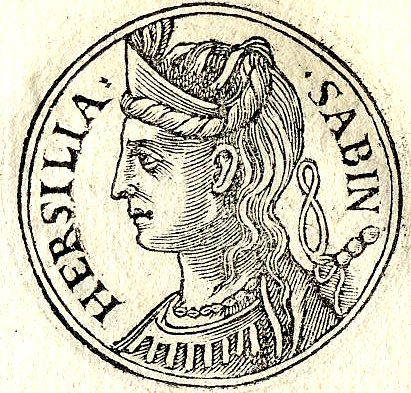
XVI-wieczne wyobrażenie Hersilii

Hersilia – Sabinka z dostojnego rodu, jedna z kobiet porwanych przez Rzymian podczas porwania Sabinek, następnie główna mediatorka pomiędzy obydwoma narodami. 
Spośród porwanych Sabinek jako jedyna była zamężna. Jej towarzyszem miał być Sabińczyk, Hostilius, który zginął podczas krótkiej walki jaka wywiązała się pomiędzy Rzymianami a Sabińczykami. Hostilius mógł być również towarzyszem Romulusa i po poślubieniu Hersilii miał z nią syna Hostusa Hostiliusa, przyszłego ojca króla Tullusa. Według innej wersji, Hersilia poślubiła Romulusa, któremu dała córkę Primę i syna Aoliusa.
Po śmierci ubóstwiona i czczona pod imieniem Hora Quirin lub Horta.